# ليو مزوركفتش
ليو مزوركفتش (بالإنجليزية: Leu Mazurkevich)‏‏ (سبتمبر 1939 - 4 فبراير 2019 ) لاعب ومدرب كرة قدم من روسيا البيضاء.